# Araguaína FR
Der Araguaína Futebol e Regatas, in der Regel nur kurz Araguaína genannt, ist ein Fußballverein aus Araguaína im brasilianischen Bundesstaat Tocantins.

## Erfolge
- Staatsmeisterschaft von Tocantins: 2006, 2009

## Stadion
Der Verein trägt seine Heimspiele im Estádio Leôncio de Souza Miranda, auch unter dem Namen Mirandão bekannt, in Araguaína aus. Das Stadion hat ein Fassungsvermögen von 10.000 Personen.

## Trainerchronik
Stand: August 2021
| Trainer            | Nation    | von  | bis  |
| ------------------ | --------- | ---- | ---- |
| Roberto Oliveira   | Brasilien | 2006 |      |
| Nivaldo Lancuna    | Brasilien | 2007 |      |
| Waldir Peres       | Brasilien | 2007 |      |
| Antonio Dourado    | Brasilien | 2008 |      |
| Fernando Brasília  | Brasilien | 2009 |      |
| Pedrinho Rocha     | Uruguay   | 2009 | 2010 |
| Ricardo Moraes     | Brasilien | 2010 |      |
| Léo Goiano         | Brasilien | 2011 | 2012 |
| Polozzi            | Brasilien | 2011 |      |
| Roberto Oliveira   | Brasilien | 2011 |      |
| Nivaldo Lancuna    | Brasilien | 2013 |      |
| Nei César          | Brasilien | 2013 | 2014 |
| Léo Goiano         | Brasilien | 2014 |      |
| Paulo César Morais | Brasilien | 2015 |      |
| Alex de Oliveira   | Brasilien | 2016 |      |
| Célio Ivan         | Brasilien | 2018 |      |
| Paulinho Ceará     | Brasilien | 2019 |      |